# Izz al-Din ibn 'Abd al-Salam
 (octobre 2021).
La mise en forme du texte ne suit pas les recommandations de Wikipédia : il faut le « wikifier ».
Les points d'amélioration suivants sont les cas les plus fréquents. Le détail des points à revoir est peut-être précisé sur la page de discussion.
- Les titres sont pré-formatés par le logiciel. Ils ne sont ni en capitales, ni en gras.
- Le texte ne doit pas être écrit en capitales (les noms de famille non plus), ni en gras, ni en italique, ni en « petit »…
- Le gras n'est utilisé que pour surligner le titre de l'article dans l'introduction, une seule fois.
- L'italique est rarement utilisé : mots en langue étrangère, titres d'œuvres, noms de bateaux, etc.
- Les citations ne sont pas en italique mais en corps de texte normal. Elles sont entourées par des guillemets français : « et ».
- Les listes à puces sont à éviter, des paragraphes rédigés étant largement préférés. Les tableaux sont à réserver à la présentation de données structurées (résultats, etc.).
- Les appels de note de bas de page (petits chiffres en exposant, introduits par l'outil «  Source ») sont à placer entre la fin de phrase et le point final[comme ça].
- Les liens internes (vers d'autres articles de Wikipédia) sont à choisir avec parcimonie. Créez des liens vers des articles approfondissant le sujet. Les termes génériques sans rapport avec le sujet sont à éviter, ainsi que les répétitions de liens vers un même terme.
- Les liens externes sont à placer uniquement dans une section « Liens externes », à la fin de l'article. Ces liens sont à choisir avec parcimonie suivant les règles définies. Si un lien sert de source à l'article, son insertion dans le texte est à faire par les notes de bas de page.
- La présentation des références doit suivre les conventions bibliographiques. Il est recommandé d'utiliser les modèles {{Ouvrage}}, {{Chapitre}}, {{Article}}, {{Lien web}} et/ou {{Bibliographie}}. Le mode d'édition visuel peut mettre en forme automatiquement les références.
- Insérer une infobox (cadre d'informations à droite) n'est pas obligatoire pour parachever la mise en page.

Pour une aide détaillée, merci de consulter Aide:Wikification.
Si vous pensez que ces points ont été résolus, vous pouvez retirer ce bandeau et améliorer la mise en forme d'un autre article.
Abu Muhammad Izz al-Din Abdul Aziz bin Abd al-Salam bin Abi al-Qasim bin Hassan al-Salami al-Shafi'i (en arabe : أبو محمد عز الدين عبد العزيز بن عبد السلام بن أبي القاسم بن حسن السُّلَمي الشافعي   السلام بن أبي القاسم بن حسن السلمي الشافعي  577 AH - 660 AH / 1262 CE), également connu sous ses titres, Sultan al-'Ulama/ Sulthanul Ulama, Abu Muhammad al-Sulami, était un célèbre mujtahid, théologien Ash'ari, juriste et la principale autorité Shafi'i de sa génération et Shadhili Sufi. Il a été décrit par Al-Dhahabi comme quelqu'un qui a atteint le rang d'ijtihad, avec ascétisme et piété et le commandement de la vertu et l'interdiction de ce qui est mal et solidité dans la religion. Il a été décrit par Ibn al-Imad al-Hanbali comme le cheikh de l'Islam, l'imam du savant, le seul de son époque, l'autorité des savants, qui excellait dans la jurisprudence, les origines et la langue arabe, et atteignit le rang de ijtihad, et a reçu des étudiants qui lui ont voyagé de tout le pays.
Al-Izz Bin Abdul Salam est né à Damas en 577 AH (1181 apr. J.-C.), où il a grandi. Il a étudié les sciences de la charia et la langue arabe, et il a prêché à la mosquée des Omeyyades et a enseigné dans le coin d'Al-Ghazali. Il était célèbre pour ses connaissances jusqu'à ce qu'il contacte des étudiants du pays, ce qui a conduit à son incarcération. Il a ensuite émigré en Égypte, où il a été nommé juge, et il a enseigné et conseillé, et a été nommé pour prêcher à la mosquée d'Amr Ibn Al-As, et a incité les gens à combattre les Mongols et les croisés, et a participé lui-même au djihad. Il mourut au Caire en l'an 660 AH (1262 apr. J.-C.).

## Naissance et éducation
Ibn 'Abd al-Salam est né à Damas en 577 AH. Il a reçu son éducation à Damas par des érudits tels qu'Ibn Asakir et Jamal al-Din al-Harastani en droit sacré, Sayf al-Din al-Amidi en usul al-Fiqh et en théologie, et Tasawwuf avec Suhrawardi et Abul Hasan al-Shadhili.

## Emprisonnement
À Damas, en tant que donneur de sermon (khatib) de la mosquée omeyyade, il a ouvertement défié ce qu'il considérait comme des coutumes non autorisées suivies par les autres donneurs de sermon : il a refusé de porter du noir, a refusé de dire ses sermons en prose rimée (saj) et a refusé pour louer les princes. Lorsque le souverain As-Salih Ismail a fait des concessions capitulaires à Theobald pendant la croisade des barons, Ibn 'Abd al-Salam l'a condamné de la chaire et a omis de le mentionner dans la prière post-sermon. Il a par conséquent été emprisonné et à sa libération a émigré en Égypte.

## Égypte
Ayant quitté Damas, Ibn 'Abd al-Salam s'installa au Caire où il fut nommé juge en chef et imam de la prière du vendredi, gagnant une telle influence publique qu'il pouvait (et a fait) commander le bien et interdire le mal avec la force de la loi.
Ibn 'Abd al-Salam a ensuite démissionné de la magistrature et a entrepris une carrière de professeur de droit chafi'i à la Salihiyya, un collège fondé au cœur du Caire par al-Malik al-Salih qui était alors à peine achevé et qui fut, en Égypte, le premier établissement dispensant l'enseignement des quatre rites. Les biographes indiquent qu'il fut le premier à enseigner le commentaire coranique en Égypte.
Les exploits d'Ibn 'Abd al-Salam lui ont finalement valu le titre de Sultan al-'Ulema (Sultan des savants).

## Nom et lignée
Selon le consensus des savants et le consensus des sources approuvées, son nom était Abdul Aziz bin Abdul Salam bin Abi Al-Qasim bin Hassan bin Muhammad bin Mudhahb.

## Travaux
Il a produit un certain nombre d'ouvrages brillants sur la jurisprudence Shafi'i, la jurisprudence coranique tafsir, les fondements méthodologiques de la loi sacrée, l'opinion juridique formelle, le gouvernement et le soufisme, bien que sa contribution principale et durable ait été son chef-d'œuvre sur les principes juridiques islamiques transl. ara – trad. Qawa'id al-ahkam fi masalih al-anam. Certaines de ses œuvres les plus populaires sont sur :
Coran
1. Tafsir al-Qur'an al-Azim,
2. Mukhtasar al-Nukat wa'l 'Uyun lil Imam al-Mawardi,
3. Al-Isharah ila al-Ijaz,
4. Fawa'id fi Mushkil al-Qur'an
5. Amali

Hadith / Sirah
1. Mukhtasar Sahih Muslim,
2. Bidayat al-Sul fi Tafdhil al-Rasul ; disponible sous sa forme traduite comme Le début de la quête de la haute estime du messager
3. Targhib Ahl al-Islam fi Sakni al-Sham,

Aqida
1. Al-Mulhat fi I'tiqad Ahl al-Haqq ou par son autre titre ; al-Radd 'ala al-Mubtadi'ah wa'l Hashawiyah; transmis par son fils 'Abd al-Latif.
2. Al-Farq bayn al-Iman wa'l Islam ou Ma'na al-Iman wa'l Islam,
3. Al-Anwa' fi'ilm al-Tawhid,
4. Bayan Ahwal al-Nas yawm al-Qiyamah,

Tasawwuf / Raqa'iq
1. Shajarat al-'Arif wa'l Ahwal wasalih al-Aqwal wa'l A'mal ,
2. Al-Fitan wa'l Balaya wa'l Mihan,
3. Mukhtasar Ra'ayah al-Muhasibi ou Maqasid al-Ri'ayah li Huquqillah,

Usool
1. Qawa'id al-Kubra ou par son titre complet ; Qawa'id al-Ahkam fi Masalih al-Anam. Son commentaire populaire est disponible par l'Imam al-Qarafi qui était l'un de ses étudiants.
2. Al-Qawa'id al-Sughra, ou al-Fawa'id fi Mukhtasar al-Qawa'id ; est un abrégé du titre ci-dessus.
3. Al-Imam fi Bayan Adillat al-Ahkam, ou ad-Dala'il al-Muta'aliqah bi'l Mala'ikah wa'l Nabiyin,

Fiqh
1. Al-Ghayah fi Ikhtisar al-Nihayah ; est un abrégé de Nihayat al-Matlab fi Dirayat al-Madhab de l'imam al-Haramayn al-Juwayni.
2. Al-Jam' bayaan al-Hawi wa'l Nihayah ; pas connu pour l'avoir terminé.

Al-Fatawa al-Misriyyah, Al-Fatawa al-Musiliyyah, At-Targhib 'an Salat al-Ragha'ib, ou par un autre titre ; al-Targhib 'an Salat al-Ragha'ib al-Mawdu'ah wa bayan ma fiha min Mukhalafat al-Sunan al-Mashru'ah, ou par un autre titre ; Risalat fi Dhamm Salat al-Ragha'ib.
1. Risalat fi Radd Jawaz Salat al-Ragha'ib ou par le titre de Risalat fi Tafnid Radd Ibn al-Salah,
2. Maqassid al-Sawm,
3. Manasik al-Hajj,
4. Maqassid al-Salah,
5. Ahkam al-Jihad wa Fadha'ilihi,

## Accueil
Zaki al-Din al-Mundhiri, le juriste Shafi'i, expert en hadiths et auteur a déclaré que, "Nous avions l'habitude de donner des avis juridiques avant l'arrivée du cheikh 'Izz al-Din ; maintenant qu'il est parmi nous, nous ne le faisons plus." 
Qarafi décrit Ibn 'Abd al-Salam comme un « ardent défenseur de la sunna qui n'avait aucune crainte de ceux au pouvoir »
Un certain nombre de sources rapportent qu'Ibn 'Abd al-Salam a atteint le niveau d'ijtihad transcendant complètement le madhab Shafi'i.

## Décès
Il mourut au Caire en 660 AH.

## Voir également
- Liste des Ash'aris et Maturidis